# Yanni
Yanni Chrysomallis (Γιάννης Χρυσομάλλης en grec) músic, autor, intèrpret i compositor grec nascut a Calamata el 14 de novembre de 1954.

## Biografia
De nen dominava el piano, tot i que no cursà lliçons d'aquest instrument. A les seves estones lliures interpretava cançons del moment. Visqué a Grècia fins als 14 anys i als 18, establert als Estats Units, donà a conèixer el seu nou sistema de notació musical.
De jove fou un bon nadador i aconseguí un rècord nacional a Grècia. També va fer de psicòleg gràcies als seus treballs sobre Sigmund Freud, a qui el músic admira, i va rebre la titulació d'aquesta especialitat a la Universitat de Minnesota.
La seva música, de caràcter instrumental i melòdic, és de tipus orquestral. Els seus temes s'han utilitzat com a bandes sonores per al cinema, la televisió, el teatre i els Jocs Olímpics. A tall d'exemple hom pot citar la cançó Aria utilitzada per a un anunci comercial de British Airways, procedent del seu primer àlbum titulat Dare to dream i nominat a un Grammy. L'expressivitat de les melodies del teclat i de la instrumentació ha arribat a ser considerada dins del que s'ha anomenat Efecte Mozart.
El seu major èxit comercial es produí amb la presentació del seu àlbum i vídeo titulat Yanni Live at the Acropolis, filmat el 25 de setembre de 1993 en el teatre Herodes Atticus, de 2000 anys d'antiguitat, a Atenes, i editat l'any 1994. El concert, situat en un entorn arquitectònic protegit per les entitats culturals, fou autoritzat de forma extraordinària i exclusiva, a causa de les implicacions de so, per les autoritats gregues. Aquest fou el seu primer àlbum en directe i utilitzà una magnífica i complex orquestra, a més dels seus propis intèrprets. Sota la supervisió del director Shardad Rohani, i l'orquestra filharmònica Real, realitzà un concert magistral. Tal com Shardad Rohani expressà al final del concert, la més màgica interpretació mai sentida. Posteriorment, el concert fou retransmès als Estats Units en el Public Broadcasting Service, i ràpidament arribà a ser un dels seus programes amb més popularitat.
Composicions com One man's dream o Until the last moment són versions millorades d'anteriors produccions. Aquestes composicions, ensems amb peces recents com If I could tell you, han situat l'autor entre un dels principals productors musicals del segle XX i XXI. La seva producció el situa en el marc dels grans compositors musicals de tots els temps.
Amb motiu del cinquantè aniversari de la República Popular de la Xina, fou el primer músic que va actuar a la Ciutat Prohibida. Aquest concert està recollit a l'àlbum Tribute, juntament amb les interpretacions al Taj Mahal de l'Índia.
El concert reflecteix la maduresa de la seva experiència interpretativa, disposant de prestigiosos músics internacionals, tal com esdevingué en el concert de l'Acròpolis.
Pocs compositors utilitzen en els seus concerts una instrumentació tan variada, complexa i completa.
Al cap d'un temps gravà la seva dotzena producció, l'any 2000, amb el títol If I could tell you, tornant a captivar el gran públic amb nous ritmes, influenciat per la seva gira realitzada per l'Àsia Oriental.
L'any 2003 Yanni va reaparèixer amb el seu últim i primer àlbum d'estil líric, titulat Ethnicity, amb nous ritmes. Es tracta del disc més variat pel que fa a cultura musical, ja que inclou instruments gairebé desconeguts i d'estil únic, com per exemple el didgeridoo.
El 15 d'agost del 2006, presentà una nova producció: Yanni Live The Concert Event.

## Discografia
- Optimystique, (Original release, 1980, Re-release, 1984)
- Keys to Imagination, (1986)
- Out of Silence, (1987)
- Chameleon Days, (1988)
- Niki Nana, (1989)
- Reflections of Passion, (1990)
- In Celebration of Life, (1991-11-12)
- Dare to Dream, (1992-03-01)
- In My Time, (1993-04-06)
- Yanni Live at the Acropolis, (1994-03-01)
- Tribute, (1997-11-04)
- If I Could Tell You, (2000-10-03)
- Ethnicity, (2003-02-11)
- Yanni Live, The Concert Event, (2006-08-15)

## Videografia
- Yanni Live at the Acropolis, (1994)
- Yanni Live at Royal Albert Hall, (1995)
- Yanni One on One, (1996)
- Tribute, (1997)
- Yanni Live, The Concert Event, (2006)

## Guardons
Nominacions
- 1993: Grammy al millor àlbum de new-age
- 1994: Grammy al millor àlbum de new-age